# Короткоголовы
Короткоголовы, или короткоголовые (лат. Brachycephalidae) — семейство бесхвостых земноводных, обитающих в Южной Америке. 

## Описание
Это очень маленькие жабы, размер колеблется от 1 до 5,4 см. Наблюдается половой диморфизм: самки несколько крупнее самцов. Голова очень короткая, что отразилось в названии семейства. У ряда видов на спине располагается костная пластинка. Кожа, как правило, гладкая. Некоторые виды ядовиты. В окраске преобладает жёлтый, оранжевый, красный цвет с различными оттенками, а также с тёмными или беловатыми точками или полосками. По окраске частично напоминают квакш.

## Образ жизни
Обитают во влажных тропических лесах, неподалёку от водоёмов. Активны днём. Питаются беспозвоночными.

## Размножение
Это яйцекладущие амфибии. Развитие происходит исключительно в яйце, стадия головастика отсутствует.

## Распространение
Ареал семейства охватывает Южную и Центральную Бразилию, а также северную Аргентину. Возможно, есть в Парагвае.

## Классификация
На январь 2023 года в семейство включают 2 рода и 78 видов:
- Brachycephalus Fitzinger, 1826 — Седлоносные жабы (39 видов)
- Ischnocnema Reinhardt & Lütken, 1862 (39 видов)

## Галерея
- Brachycephalus curupira
- Brachycephalus leopardus
- Ischnocnema henselii
- Ischnocnema verrucosa